# Epactoides paradoxus
Epactoides paradoxus är en skalbaggsart som beskrevs av Renaud Maurice Adrien Paulian 1976. Epactoides paradoxus ingår i släktet Epactoides och familjen bladhorningar. Inga underarter finns listade i Catalogue of Life.